# マチェイ・ジュラフスキ
マチェイ・スタニスワフ・ジュラフスキ（Maciej Stanisław Żurawski (ポーランド語発音: [ˈmatɕɛj ʐuˈrafski])、1976年9月12日 - ）は、ポーランド、ポズナン出身で同国代表の元サッカー選手。

## 経歴
エクストラクラサ（ポーランドリーグ）歴代11位の121ゴール、2度の得点王を獲得した。
2005年7月、スコティッシュ・プレミアリーグのセルティックに3年契約で加入。ジュニーニョ・パウリスタ（以前はヘンリク・ラーション）から背番号7を継ぎ、サポーターから"Magic Żurawski"の愛称で呼ばれた。

## 代表歴

### 出場大会
- ポーランド代表
  - 2002年 ワールドカップ 日韓大会 （グループリーグ敗退）
  - 2006年 ワールドカップ ドイツ大会 （グループリーグ敗退）
  - 2008年 欧州選手権 スイス・オーストリア大会 （グループリーグ敗退）

### 試合数
- 国際Aマッチ 72試合 17得点（1998年-2008年）[6]

| ポーランド代表 | 国際Aマッチ | 国際Aマッチ |
| 年             | 出場        | 得点        |
| -------------- | ----------- | ----------- |
| 1998           | 1           | 0           |
| 1999           | 3           | 0           |
| 2000           | 2           | 0           |
| 2001           | 1           | 0           |
| 2002           | 11          | 4           |
| 2003           | 7           | 1           |
| 2004           | 12          | 4           |
| 2005           | 11          | 6           |
| 2006           | 11          | 0           |
| 2007           | 8           | 1           |
| 2008           | 5           | 1           |
| 通算           | 72          | 17          |

## タイトル
ヴィスワ・クラクフ
- エクストラクラサ: 2000-01, 2002-03, 2003-04, 2004-05, 2010-11
- ポーランド・カップ: 2001-02, 2002-03
- エクストラクラサ・カップ: 2000-01
- ポーランド・スーパーカップ: 2001